# Alex Eke
Alexander Frederick « Alex » Eke, né le 9 octobre 1912, à Westminster, en Angleterre et décédé en février 2004, est un ancien joueur britannique de basket-ball.